# Dennenesch Zoudé

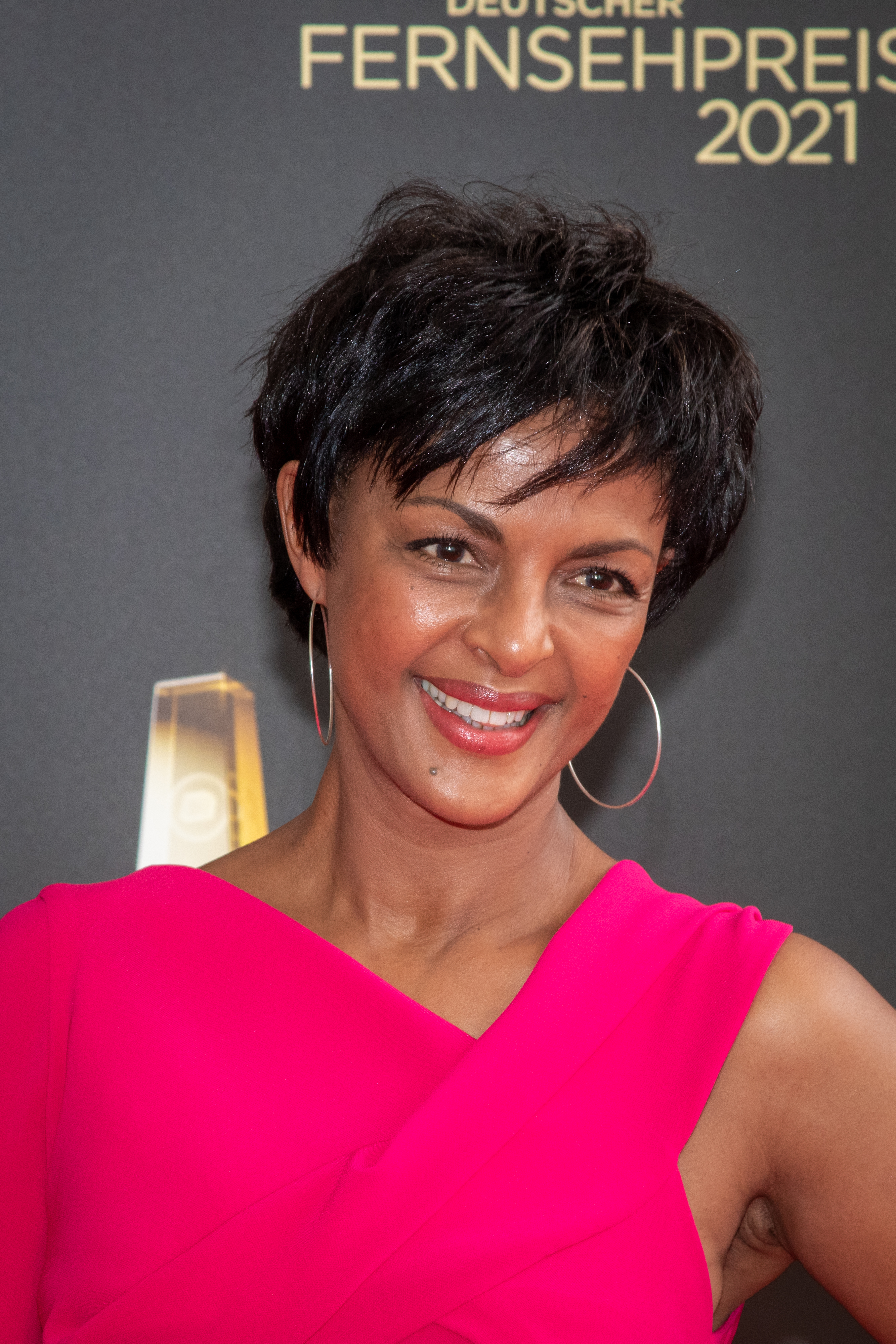
Dennenesch Zoudé (2021)

Dennenesch Zoudé (* 14. Dezember 1966 in Addis Abeba, Äthiopien; auch bekannt als Dennenesch Ninnig) ist eine deutsche Schauspielerin und Autorin. Zoudé spielt hauptsächlich in Fernsehfilmen und trat bei den Nibelungenfestspielen in Worms und den Berliner Jedermann-Festspielen auf. Dem breiten Publikum bekannt wurde sie durch die Rolle der Wilhelmina „Mina“ „Müller“ Makhubela in der Fernsehserie Hinter Gittern – Der Frauenknast, die sie von 2004 bis 2007 verkörperte.

## Leben
Dennenesch Zoudé ist die Tochter eines äthiopischen Ingenieurs für Straßenbau und entstammt einer alten äthiopischen Aristokratenfamilie. Ihr Name kommt aus dem Amharischen: Dennenesch (ደነነሽ) bedeutet „Walddickicht“, Zoudé (ዘውዴ) heißt „Krone“. Geboren in Äthiopiens Hauptstadt Addis Abeba, wuchs sie ab ihrem zweiten Lebensjahr (1968) in West-Berlin auf.
Nach der Schule machte sie zunächst auf Wunsch ihrer Familie eine Ausbildung zur Wirtschaftskorrespondentin, anschließend arbeitete sie als Sekretärin in einem Berliner Bauunternehmen. Während ihrer ersten TV-Auslandsproduktion Star Command (1995) in Potsdam-Babelsberg wurde ihr die Neighborhood Playhouse School of the Theatre in New York City empfohlen. Dort absolvierte sie von 1990 bis 1992 eine Ausbildung zur Schauspielerin. Zudem nahm Zoudé Gesangsunterricht bei Cullen Maiden und Veronika Fischer.
In den 1990er Jahren hatte sie von 1996 bis 2000 eine Beziehung mit dem Publizisten und Moderator Roger Willemsen. 2001 wurde ihr neuer Lebenspartner der Regisseur und Produzent Carlo Rola. Sie heiratete ihn am 6. Oktober 2009 an Rolas Geburtstag in New York City und lebte mit ihm in Berlin bis zu seinem plötzlichen Herztod im März 2016. Rola starb fünf Wochen nach Willemsen. Dennenesch Zoudé ist seit dem 24. Februar 2020 Mitglied des Vorstands der Deutschen Filmakademie. Seit 2021 ist sie mit dem Unternehmer Stephan Köhler liiert und lebt weiterhin in Berlin.

## Karriere

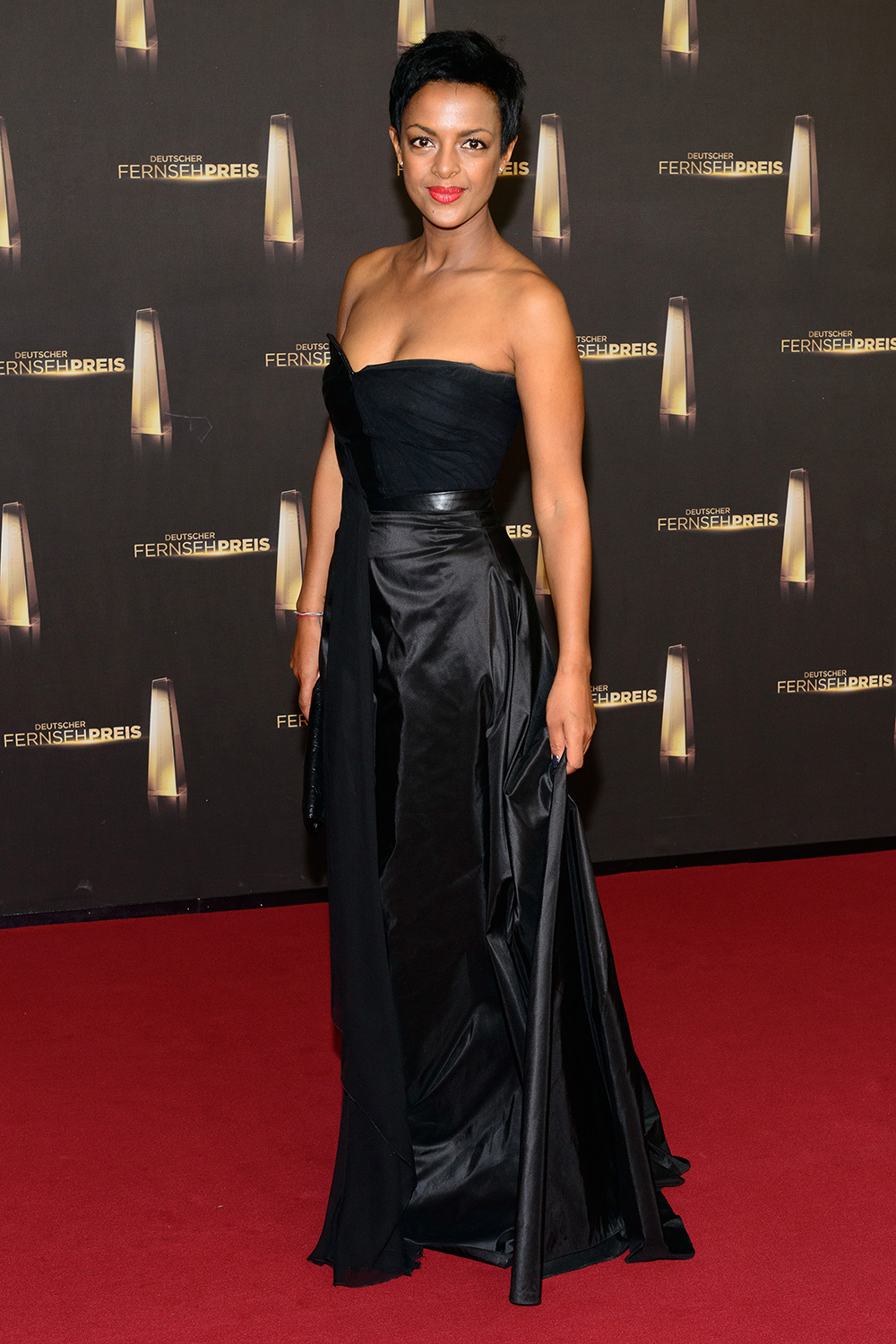
Dennenesch Zoudé auf dem 16. Deutschen Fernsehpreis am 2. Oktober 2014 in Köln

1995/1996 wurde sie bekannt mit der Fernsehserie Gegen den Wind, ihr Theaterdebüt gab sie 1996 mit einer Rolle im Bühnenstück Lysistrata von Jürgen Benecke. 1998 sah man sie in drei Folgen der Fernsehserie Klinik unter Palmen. 1999 spielte sie am Ernst-Deutsch-Theater in dem Hemingwaystück Die fünfte Kolonne unter der Regie von Christian Kohlund. 2002 und 2003 war sie die Buhlschaft bei den Berliner Jedermann-Festspielen in Jedermann von Brigitte Grothum.
2004 spielte Zoudé in der Utta-Danella-Verfilmung Das Familiengeheimnis die Rolle der Madlon Goltz neben Christiane Hörbiger und Hardy Krüger junior. In mehreren Folgen von Polizeiruf 110 spielte sie die Ermittlerin Carol Reeding. Von 2004 bis 2007 war sie in der Rolle der Wilhelmina Makhubela in der Fernsehserie Hinter Gittern – Der Frauenknast zu sehen.
2006 verkörperte Zoudé die weibliche Hauptrolle der Stella Ahrens im Fernsehdrama Meine Mutter tanzend von Jan Ruzicka neben Jutta Speidel und Gila von Weitershausen. Die adoptierte Stella Ahrens möchte kurz vor ihrer Heirat mehr über ihre Familienherkunft erfahren und lernt ihre biologische Mutter, die weiße Supermarktkassiererin Beate Gruber kennen. Der Film erzählt von der schwierigen Annäherung von Tochter und Mutter.
Erneut ein Familiengeheimnis stand im Mittelpunkt der Neuverfilmung des Johannes-Mario-Simmel-Romans Und Jimmy ging zum Regenbogen. Hier spielte Zoudé unter der Regie ihres Lebenspartners Carlo Rola neben Heino Ferch die weibliche Hauptrolle der Irene Waldeck, LKA-Ermittlerin und Enkelin der Mörderin. Im Fernsehspiel Familiengeheimnisse (2011) spielte Zoudé die weibliche Hauptrolle neben Hardy Krüger, der nach über 20 Jahren wieder eine Rolle übernahm. 2011 folgte ein Engagement an der Neuköllner Oper Berlin als Sängerin und Schauspielerin in der sozialkritischen Wagner-Umschreibung Rheingold Feuerland in der musikalischen Bearbeitung von Simon Stockhausen.
Seit 2018 spielt Zoudé als Emi eine durchgehende Rolle in der Fernsehreihe Die Inselärztin. Von 2019 bis 2021 gehörte sie an der Seite von Elisabeth Lanz als Zoodirektorin Dr. Amal Bekele zur Hauptbesetzung der Fernsehserie Tierärztin Dr. Mertens. 2020 war sie in der Netflix-Miniserie Unorthodox und in der ARD-Märchenproduktion Das Märchen vom goldenen Taler als Frau des Bürgermeisters zu sehen.

## Soziales Engagement
Ende 2015 wurde Zoudé Schirmherrin der Stiftung Fairchance, die seit 2010 Sprachförderprogramme anbietet zur Integration ausländischer Kinder in Deutschland. Weiterhin wirbt sie für die Stiftung Lesen als Lesebotschafterin. Von 2006 bis 2010 war sie Sonderbotschafterin bei mehreren Ausstellungen der United Buddy Bears. Bis 2014 engagierte sich Zoudé auch als Botschafterin für SOS-Kinderdorf e. V., besonders für die Theater AG im SOS-Kinderdorf Berlin-Moabit.

## Filmografie
- 1992: Praxis Bülowbogen – Als Verlobte grüßen
- 1993: Ein besonderes Paar
- 1993: Hagedorns Tochter
- 1994: Gletscherclan
- 1994: Hochzeitsglocken
- 1994: Feuerbach
- 1994: Wolffs Revier – Love Hotel
- 1994–1996: Gegen den Wind
- 1994–1995: Die Fallers
- 1995: Star Command
- 1995: Hallo, Onkel Doc!
- 1995: Abschied von Agnes (Kino)
- 1995: Liebe macht Schule (Kino)
- 1995: Landing
- 1996: Eine unmögliche Hochzeit
- 1997: Wilde Zeiten
- 1998: Klinik unter Palmen
- 1998: Tierärztin Christine III: Abenteuer in Südafrika
- 1998: Stan Becker – Auf eigene Faust
- 1999: Der Hochstapler
- 1999: Die blaue Kanone
- 1999: Der geheime Zeuge
- 1999: Sara Amerika (Kino)
- 2000: Tatort – Blüten aus Werder
- 2000: Polizeiruf 110 – Verzeih mir
- 2001: Ein starkes Team – Kleine Fische, große Fische
- 2001: Dolce Vita & Co
- 2001: Liebesau – Die andere Heimat
- 2001: Ein Trick zuviel
- 2001: Alphateam – Die Lebensretter im OP – Lauter Verrückte...
- 2001: Polizeiruf 110 – Bis unter die Haut
- 2001: Polizeiruf 110 – Kurschatten
- 2002: Leib & Leben – Tödliche Souvenirs
- 2002: Equilibrium (Kino)
- 2002: Polizeiruf 110 – Grauzone
- 2002: Liebe, Lügen, Leidenschaft
- 2002: Der Todesengel
- 2002: Schlosshotel Orth – Der Lockvogel
- 2003: Utta Danella – Das Familiengeheimnis
- 2003: Tatort – Tödliche Souvenirs
- 2003: Polizeiruf 110 – Abseitsfalle
- 2004: Küstenwache – Unter Druck
- 2004: Die schöne Braut in Schwarz
- 2004–2007: Hinter Gittern – Der Frauenknast
- 2005: Alarm für Cobra 11 – Die Autobahnpolizei – Unter Feuer
- 2005: Der Elefant – Mord verjährt nie – Der Duft der Angst
- 2005: Der Alte – Mord hat seinen Preis
- 2006: Meine Mutter tanzend
- 2006: Der Fürst und das Mädchen
- 2006: Der Alte – Tod eines Mandanten
- 2007: Das Traumhotel – Afrika
- 2007: Siska – Keiner von uns dreien
- 2008: Und Jimmy ging zum Regenbogen
- 2009: Meine Heimat Afrika
- 2011: Familiengeheimnisse – Liebe, Schuld und Tod
- 2011: Vergiss nie, dass ich dich liebe
- 2012: Löwenzahn – Sterne – Blick in unendliche Weiten
- 2012/2013: Notruf Hafenkante
- 2013: Katie Fforde – Eine teure Affäre
- 2013: Alle Macht den Kindern
- 2014: Götz von Berlichingen
- 2014: SOKO 5113 – Wahlverwandtschaft
- 2014: Letzte Spur Berlin – Sieben Leben
- 2016: Katie Fforde – Hexensommer
- 2017: Der Zauberlehrling
- 2018: Die Inselärztin – Neustart auf Mauritius
- 2018: Die Inselärztin – Notfall im Paradies
- 2018: Der Staatsanwalt – Vollstreckt
- 2018: Ein starkes Team – Preis der Schönheit
- 2019: Die Inselärztin – Das Geheimnis
- 2019: Die Inselärztin – Die Entscheidung
- 2019: Die Inselärztin – Die Mutprobe
- 2019: Die Chefin – Schöner Schein
- 2019–2021: Tierärztin Dr. Mertens
- 2019: 3 Engel für Charlie (Charlie’s Angels)
- 2019: Frau Holles Garten
- 2019: Tatort: Die Guten und die Bösen
- 2020: Die Inselärztin – Das Rätsel
- 2020: Der Staatsanwalt – Todgeweiht
- 2020: Unorthodox (Miniserie)
- 2020: Sechs auf einen Streich – Das Märchen vom goldenen Taler (Fernsehreihe)
- 2021: Friesland: Haifischbecken
- 2023: Das Traumschiff – Bahamas
- 2023: I don’t work here (Miniserie)
- 2023: Herzkino: Kleine Eheverbrechen
- 2023: Malibu: Küss den Frosch
- 2023: Abenteuer Weihnachten – Familie kann nie groß genug sein (Fernsehfilm)
- 2025: Der Heimweg

## Publikation
- Heute bin ich gut zu mir: Mit Ayurveda und Achtsamkeit zu mehr Gesundheit und Gelassenheit. Südwest Verlag, München 2014, ISBN 978-3-517-09315-4.